# Chrysobothris biimpressa
Chrysobothris biimpressa es una especie de escarabajo del género Chrysobothris, familia Buprestidae. Fue descrita científicamente por Chevrolat en 1838.